# Cerkev sv. Florijana, Ljubljana
Cerkev sv. Florijana, tudi Šentflorjanska cerkev, je podružnična cerkev župnije sv. Jakob, ki se nahaja v na Gornjem trgu v Ljubljani. Namera o izgradnji cerkve je bila uresničena po velikem ljubljanskem požaru septembra leta 1660, zato je bila posvečena svetemu Florijanu, zaščitniku gasilcev.